# 巴德爾冰川
67°37′S 66°45′W / 67.617°S 66.750°W

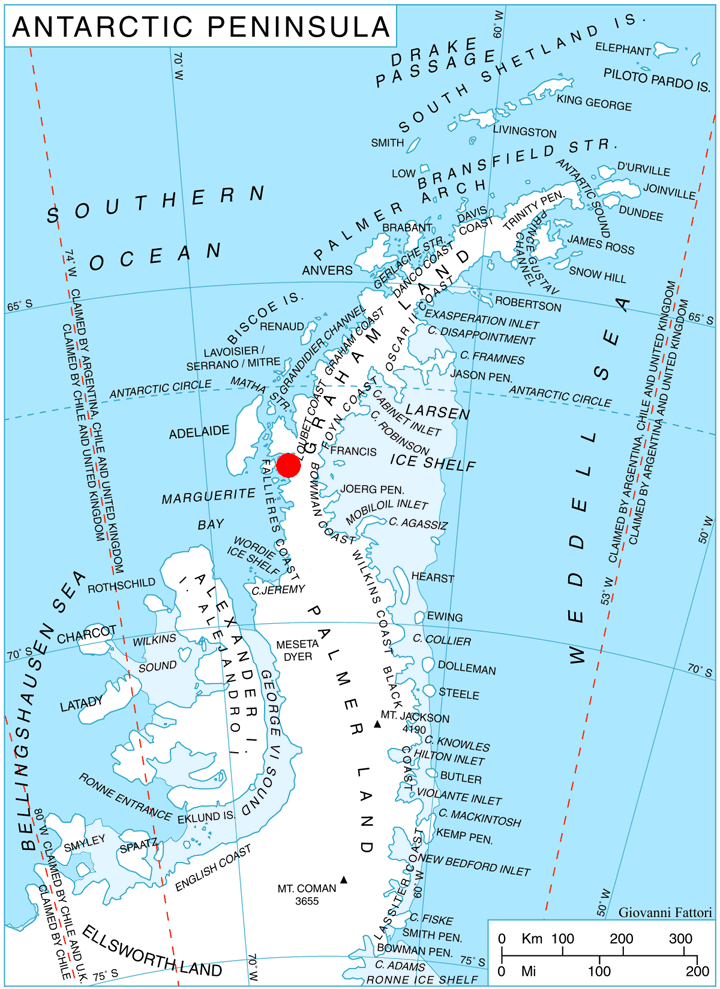

巴德爾冰川是南極洲的冰川，位於葛拉漢地的法利埃海岸，流經魯多澤姆高地西坡，最終在湯姆森角以南注入布喬亞灣，以瑞士冰川學家命名。